# 2019冠状病毒病科索沃疫情
2019冠狀病毒病科索沃疫情，介紹在2019新型冠狀病毒疫情中，在科索沃發生的情況。

## 時間軸
3月13日，前两个病例确诊，分别是一名来自维蒂纳的77岁男子和一名在克利纳工作的20岁出头的意大利妇女。科索沃政府决定隔离并封锁这两个城市的出入口。
3月14日，第三例确诊，来自维蒂纳的77岁老人的一名家属的冠状病毒检测呈阳性。同一天，另外两个新病例确诊，分别是一名来自维蒂纳的42岁男子和一名来自马利舍沃的37岁妇女。在马利舍沃出现第一例病例后，总理阿尔宾·库尔蒂决定隔离该市。
8月2日，科索沃总理确诊感染2019冠状病毒疾病。